# Sabaco elongatus
Sabaco elongatus är en ringmaskart som först beskrevs av Addison Emery Verrill 1873.  Sabaco elongatus ingår i släktet Sabaco och familjen Maldanidae. Inga underarter finns listade i Catalogue of Life.